# 20 kilomètres marche masculin aux Jeux olympiques d'été de 2020
Pour des articles plus généraux, voir Athlétisme aux Jeux olympiques d'été de 2020 et Marche aux Jeux olympiques.
Navigation
Rio 2016 Paris 2024
L'épreuve du 20 kilomètres marche masculin aux Jeux olympiques de 2020 se déroule le 5 août 2021 au Parc Ōdōri de Sapporo, au Japon.

## Records
Avant cette compétition, les records dans cette discipline étaient les suivants : 
| Record du monde  | Yūsuke Suzuki (JPN) | 1 h 16 min 36 s | Nomi    | 15 mars 2015 |
| Record olympique | Chen Ding (CHN)     | 1 h 18 min 46 s | Londres | 4 août 2012  |

## Résultats
| Rang               | Athlète                 | Pays            | Temps   | Ecart  | Notes |
| ------------------ | ----------------------- | --------------- | ------- | ------ | ----- |
| Médaille d'or      | Massimo Stano           | Italie          | 1:21:05 |        |       |
| Médaille d'argent  | Kōki Ikeda              | Japon           | 1:21:14 | +0:09  |       |
| Médaille de bronze | Toshikazu Yamanishi     | Japon           | 1:21:28 | +0:23  |       |
| 4                  | Álvaro Martín           | Espagne         | 1:21:46 | +0:41  |       |
| 5                  | Christopher Linke       | Allemagne       | 1:21:50 | +0:45  |       |
| 6                  | Diego García            | Espagne         | 1:21:57 | +0:52  |       |
| 7                  | Wang Kaihua             | Chine           | 1:22:03 | +0:58  |       |
| 8                  | Zhang Jun               | Chine           | 1:22:16 | +1:11  |       |
| 9                  | Perseus Karlström       | Suède           | 1:22:29 | +1:24  |       |
| 10                 | Callum Wilkinson        | Grande-Bretagne | 1:22:38 | +1:33  |       |
| 11                 | Andrés Olivas           | Mexique         | 1:22:46 | +1:41  |       |
| 12                 | Brian Pintado           | Équateur        | 1:22:54 | +1:49  |       |
| 13                 | Caio Bonfim             | Brésil          | 1:23:21 | +2:16  |       |
| 14                 | Manuel Esteban Soto     | Colombie        | 1:23:32 | +2:27  |       |
| 15                 | Francesco Fortunato     | Italie          | 1:23:43 | +2:38  |       |
| 16                 | Kévin Campion           | France          | 1:23:53 | +2:48  | SB    |
| 17                 | Declan Tingay           | Australie       | 1:24:00 | +2:55  | PB    |
| 18                 | Éider Arévalo           | Colombie        | 1:24:10 | +3:05  |       |
| 19                 | David Hurtado           | Équateur        | 1:24:31 | +3:26  |       |
| 20                 | Wayne Snyman            | Afrique du Sud  | 1:24:33 | +3:28  |       |
| 21                 | César Rodríguez         | Pérou           | 1:24:40 | +3:35  |       |
| 22                 | Leo Köpp                | Allemagne       | 1:24:46 | +3:41  |       |
| 23                 | Sandeep Kumar           | Inde            | 1:25:07 | +4:02  |       |
| 24                 | Gabriel Bordier         | France          | 1:25:23 | +4:18  |       |
| 25                 | Tom Bosworth            | Grande-Bretagne | 1:25:57 | +4:52  |       |
| 26                 | Cai Zelin               | Chine           | 1:26:39 | +5:34  |       |
| 27                 | Jhon Castañeda          | Colombie        | 1:26:41 | +5:36  |       |
| 28                 | Nils Brembach           | Allemagne       | 1:26:45 | +5:40  |       |
| 29                 | David Kenny             | Irlande         | 1:26:54 | +5:49  |       |
| 30                 | José Oswaldo Calel      | Guatemala       | 1:26:55 | +5:50  |       |
| 31                 | Miguel Ángel López      | Espagne         | 1:27:12 | +6:07  |       |
| 32                 | Eiki Takahashi          | Japon           | 1:27:29 | +6:24  |       |
| 33                 | Marius Žiūkas           | Lituanie        | 1:27:35 | +6:30  |       |
| 34                 | Şahin Şenoduncu         | Turquie         | 1:27:39 | +6:34  |       |
| 35                 | Jordy Jiménez           | Équateur        | 1:27:52 | +6:47  |       |
| 36                 | Kyle Swan               | Australie       | 1:27:55 | +6:50  |       |
| 37                 | Choe Byeong-kwang       | Corée du Sud    | 1:28:12 | +7:07  | SB    |
| 38                 | Noel Alí Chama          | Mexique         | 1:28:23 | +7:18  |       |
| 39                 | Georgiy Sheiko          | Kazakhstan      | 1:28:38 | +7:33  |       |
| 40                 | José Ortiz              | Guatemala       | 1:28:57 | +7:52  |       |
| 41                 | Miroslav Úradník        | Slovaquie       | 1:29:25 | +8:20  |       |
| 42                 | Jesús Tadeo Vega        | Mexique         | 1:30:37 | +9:32  |       |
| 43                 | Luis Henry Campos       | Pérou           | 1:30:58 | +9:53  |       |
| 44                 | Federico Tontodonati    | Italie          | 1:31:19 | +10:14 |       |
| 45                 | Aliaksandr Liakhovich   | Biélorussie     | 1:31:28 | +10:23 |       |
| 46                 | Matheus Corrêa          | Brésil          | 1:31:47 | +10:42 |       |
| 47                 | Rahul Rohilla           | Inde            | 1:32:06 | +11:01 |       |
| 48                 | Abdülselam İmuk         | Turquie         | 1:32:27 | +11:22 |       |
| 49                 | Ivan Losev              | Ukraine         | 1:33:26 | +12:21 |       |
| 50                 | Nick Christie           | États-Unis      | 1:34:37 | +13:32 |       |
| 51                 | Irfan Kolothum Thodi    | Inde            | 1:34:41 | +13:36 | SB    |
| 52                 | Eduard Zabuzhenko       | Ukraine         | 1:39:38 | +18:33 |       |
| —                  | Lucas Mazzo             | Brésil          | DNF     | DNF    |       |
| —                  | Łukasz Niedziałek       | Pologne         | DNF     | DNF    |       |
| —                  | Salih Korkmaz           | Turquie         | DNF     | DNF    |       |
| —                  | Vasiliy Mizinov         | ROC             | DQ      | DQ     |       |
| —                  | José Alejandro Barrondo | Guatemala       | DQ      | DQ     |       |

## Légende
Records et Performances
- AR : Record continental (area record)
- CR : Record des championnats (championship record)
- MR : Record du meeting (meet record)
- NR : Record national (national record)
- OR : Record olympique (olympic record)
- PR : Record paralympique (paralympic record)
- PB : Record personnel (personal best)
- SB : Meilleure performance personnelle de la saison (season's best)
- WL : Meilleure performance mondiale de l'année (world leader)
- WJR : Record du monde junior (world junior record)
- WR : Record du monde (world record)

Circonstances et Conditions
- DNF : N'a pas terminé (did not finish)
- DNS : N'a pas pris le départ (did not start)
- DQ : Disqualification (disqualification)
- NM : Aucun essai valable enregistré (No Mark)
- Q : Qualifié « directement » au prochain tour (ou à la prochaine compétition), lors d'une compétition majeure, grâce au classement ou à la réalisation des minima (automatic qualifier)
- q : Qualifié au prochain tour (ou à la prochaine compétition), lors d'une compétition majeure, grâce au repêchage ou à la réalisation de l'une des meilleures performances parmi celles des « non qualifiés directement » (grâce au meilleur temps ou à la meilleure distance par exemple) (secondary qualifier)